# L'Agence O'Kay
Pour plus de détails, voir Fiche technique et Distribution.
L'Agence O-Kay est un moyen métrage français réalisé par André Chotin, sorti en 1932.

## Synopsis
Max, employé d'une agence de placement, n'arrive pas à vendre quoi que ce soit et aime la fille de patron. Le soir, il chante au cabaret du Poisson Bleu sans plus de succès. C'est alors que la chance lui sourit: la patronne du cabaret décide de vendre l'établissement ; or un client anglais, désirant faire de sa femme une vedette de music-hall, recherche justement ce genre d'affaire. À la suite de plusieurs subterfuges, aidé de la fille de son patron, Max réussit la vente et gagne ainsi la main de celle qu'il convoite, et tout se termine par des chansons.

## Fiche technique
- Titre : L'Agence O-Kay
- Réalisation : André Chotin
- Assistants-réalisateurs : Max Dorigny, Gino Zoi
- Scénario : Jean Deyrmon[1] d'après sa pièce
- Dialogue : Roger Féral
- Image : Georges Asselin, Charles Suin
- Photographe de plateau : Maurice Hennebains
- Décor : Peter Linzbach[2]
- Musique : Lionel Cazaux[3]
- Editions musicales : Campbell-Connelly
- Montage son : Jean Feyte
- Son : Georges Leblond (son monographique)
- Producteur : M. Kaminsky
- Assistant de production : Nico Lek
- Société de production et de distribution : Les Films Kaminsky
- Pays d'origine :  France
- Format : Noir et blanc - 35 mm - 1,37:1
- Genre :  Comédie
- Durée : 51 minutes (existe aussi en versions de 39, 42 et 46 minutes)
- Dates de sortie : 
  - France - 15 juillet 1932
  - Nice le 18 octobre 1935
  - repris à Paris le 18 décembre 1940

## Distribution
- Marguerite Moreno : Ghislaine de Macreuse, la patronne du cabaret "Le Poisson Bleu"
- Roger Dann[4] : Max, l'employé de M. Dunois et chanteur amateur
- Monette Dinay : Simone Dubois, la fille du patron
- Olga Valery : Mado, la femme qui veut être vedette
- René Donnio : Sam Wilcox, l'anglais
- Paul Azaïs : Cocognasse, un artiste du cabaret
- Marcel Barencey : M. Dubois, le patron de l'agence O'Kay
- Hugues de Bagratide
- Robert Seller